# Петер I (Олденбург)
Петер I Фридрих Лудвиг фон Олденбург (на немски: Peter I Friedrich Ludwig von Oldenburg; * 17 януари 1755, Ризенбург; † 21 май 1829, Висбаден) от династията Дом Олденбург, е княз-епископ на Любек (1785 – 1803), принц-регент на херцогство Олденбург (1785 – 1810, 1813 – 1823) и 1. велик херцог на Олденбург (1823 – 1829).

## Биография
Той е най-малкият син на принц Георг Лудвиг фон Шлезвиг-Холщайн-Готорп (1719 – 1763) и на София Шарлота фон Шлезвиг-Холщайн-Зондербург-Бек (1722 – 1763). Племенник е на шведския крал Адолф Фридрих.
Родителите му умират през лятото на 1763 г. Петер I расте в двора на чичо си, княз-епископа на Любек Фридрих Август, по-късно при братовчедка си царица Екатерина II („Велика“).
Петер I е регент от 1785 г. на своя братовчед херцог Петер Фридрих Вилхелм фон Олденбург. След окупацията на Олденбург от французите през 1811 г. той отива в изгнание в Русия. През 1814 г. се връща от Русия.
На Виенския конгрес през 1815 г. е издигнат на велик херцог. През 1818 г. цар Александър I му дава Господство Йевер с Книпхаузен.

## Фамилия
Петер I се жени на 6 юни 1781 г. за принцеса Фридерика фон Вюртемберг (* 27 юли 1765; † 24 ноември 1785), дъщеря на херцог Фридрих Евгений II. Те имат децата:
- Паул Фридрих Август I (1783 – 1853), велик херцог на Олденбург
- Георг (1784 – 1812), женен 1809 г. за руската велика княгиня Екатерина Павловна (1788 – 1819)
- син (*/† 2 октомври 1785)